# Ненаситени съединения
Ненаситени съединения се наричат тези органични химични съединения, които съдържат една или няколко двойни или тройни връзки между два въглеродни атома.
Примери за ненаситени съединения са алкените (една двойна връзка), алкадиените (две двойни връзки), алкините (една тройна връзка), бензена и производните му (ароматни въглеводороди), алкеноли (алкохоли с двойна връзка), аскорбинова киселина, някои аминокиселини (фенилаланин, тирозин), ненаситените мастни киселини (една или няколко двойни връзки), някои мазнини и др. На следващата фигура е показана мазнина, образувана от една наситена и две ненаситени мастни киселини:
Ненаситените съединения са принципно по-реактивни от съответните наситени (алкени → алкани), като за тях са типични т. нар. присъединителни реакции: към двойната връзка може да се „присъедини“ напр. водородна, хлорна и т.н. молекула, при което съединението се „насища“.
Изключение от правилото са арените (ароматните въглеводороди), които съдържат формално двойни връзки но образуват стабилно ароматно ядро (делокализирана π-връзка). За тях са типични заместителните реакции.